# Lumbriclymene constricta
Lumbriclymene constricta är en ringmaskart som beskrevs av Elise Wesenberg-Lund 1948. Lumbriclymene constricta ingår i släktet Lumbriclymene och familjen Maldanidae. Inga underarter finns listade i Catalogue of Life.